# パゼッヘ語
パゼッヘ語（パゼッヘご）は、台湾の南投県埔里鎮や苗栗県三義郷鯉魚潭村などで使用されてきた、原住民パゼッヘ族の言語。漢字では巴宰語、巴則海語で表記される。
パゼッヘ族は、サオ族などと同様に漢化が進み、台湾語を生活言語に用いるようになったため、平埔族の一つとして分類され、中華民国政府からは原住民族としては認定されていない。
パゼッヘ語の最後の母語話者であるとされた潘金玉（1914年7月21日生）が2010年10月24日に亡くなったことで、言語学でいう死語になったとされた。しかし、2015年に苗栗県のパゼッヘ族が、まだ4人の話者がいると主張し、パゼッヘ語が死滅したことを否定した。
近年、辞典をはじめとする学習教材が作成され、パゼッヘ語の学習講座が開かれ、若者たちが文化や言語を学んでいる。
潘金玉のめいである潘美玉は、パゼッヘ語の復興を願って、2016年にパゼッヘ語の辞典を発刊した。